# Gonodonta pyrgo
Gonodonta pyrgo is een vlinder uit de familie van de spinneruilen (Erebidae). De wetenschappelijke naam van de soort is voor het eerst geldig gepubliceerd in 1771 door Cramer.